# تييري أربوجاست
تييري أربوجاست (بالفرنسية: Thierry Arbogast)‏ (و. 1957  م) هو مصور سينمائي، وكاتب سيناريو فرنسي، ولد في فرنسا، بدأ مشواره المهني سنة 1976.

## وصلات خارجية
- تييري أربوجاست على موقع IMDb (الإنجليزية)
- تييري أربوجاست على موقع قاعدة بيانات الأفلام العربية
- تييري أربوجاست على موقع ألو سيني (الفرنسية)
- تييري أربوجاست على موقع أول موفي (الإنجليزية)
- تييري أربوجاست على موقع قاعدة بيانات الأفلام السويدية (السويدية)
- تييري أربوجاست على موقع قاعدة بيانات الفيلم (الإنجليزية)
- تييري أربوجاست على موقع كينوبويسك (الروسية)